# O Banszok
O Banszok (hangul: 오반석, RR: Oh Ban-suk; Kvacshon, 1988. május 20. –) dél-koreai válogatott labdarúgó, jelenleg az Al-Wasl játékosa.

## Pályafutása

### Klubcsapatban
2011-ben igazolt a Csedzsu United csapatához. 2012. április 21-én mutatkozott be a bajnokságban a Szöul ellen.

### A válogatottban
2018 májusában bekerült a 2018-as labdarúgó-világbajnokságra készülő bő keretbe. Május 28-án mutatkozott be a válogatottban Honduras elleni felkészülési mérkőzésen. Június 2-án a végleges keretbe is bekerült, amely utazik a tornára.

## Külső hivatkozások
- O Banszok profilja a Transfermarkt oldalán (angolul)
- O Banszok adatlapja a Soccerway oldalon (angolul)